# Horse Heaven Hills
Die Horse Heaven Hills sind eine lange Kette hoher, wellenartiger Hügel in den Countys Klickitat, Yakima und Benton im US-Bundesstaat Washington. Die Hügel sind der sichtbare Ausdruck einer Antiklinale im Yakima Fold Belt, die durch die nord-südwärts gerichtete Kompression von Lavaflüssen der Columbia River Basalt Group entstanden sind. Den höchsten Punkt bildet die Bickleton Ridge im Westen der Kette. Die Horse Heaven Hills liegen im Regenschatten der Kaskadenkette auf deren Ostseite, was sie deutlich trockener und heißer macht als Regionen auf der Westseite der Kaskaden.
Die Region ist seit Jahrhunderten von Indianern besiedelt, die rund um die Horse Heaven Hills lagerten. Sie nutzten die Kette sowohl als Jagdgründe als auch als Grenze zwischen unterschiedlichen Stämmen. Die Lewis-und-Clark-Expedition brachte die ersten bekannten Europäer in dieses Gebiet. Auf sie folgte eine Besiedlung durch europäische Einwanderer, die moderne Landwirtschaftstechniken einführten. In heutiger Zeit wurde der Weinbau zu einem wichtigen ökonomischen Zweig, der 2005 das Weinbaugebiet Horse Heaven Hills AVA etablierte.
Die Nord-Süd-Kompression von vor vielen Millionen Jahren ausgeworfenen Basaltflüssen  ist für die Hebung verantwortlich, welche die Hügel schuf. Außerdem wurden sie durch die Missoula-Fluten gegen Ende der letzten Eiszeit erodiert. Die Fluten brachten Eisberge mit darin enthaltenen Findlingen mit sich, die außerhalb der das Columbia Basin dominierenden Basalte abgelagert wurden.
In der Vegetation dominieren einheimische Gräser und Sträucher die Hügelkette, welche größtenteils baumlos ist. Zur Flora gehören auch einheimische Blütenpflanzen, von denen einige als gefährdet gelten. Einst gab es große Wildbestände in den Hügeln, doch wurden mehrere Arten durch die Bejagung ausgerottet. Auch Pferdeherden durchzogen einst die Hügel, wurden jedoch durch die landwirtschaftlichen Betriebe verdrängt. Heute werden nur noch nahe dem Satus Pass wilde Pferde angetroffen. Es gab mehrere Versuche, einst in den Hügeln beheimatete Tierarten wieder einzuführen.

## Geographie

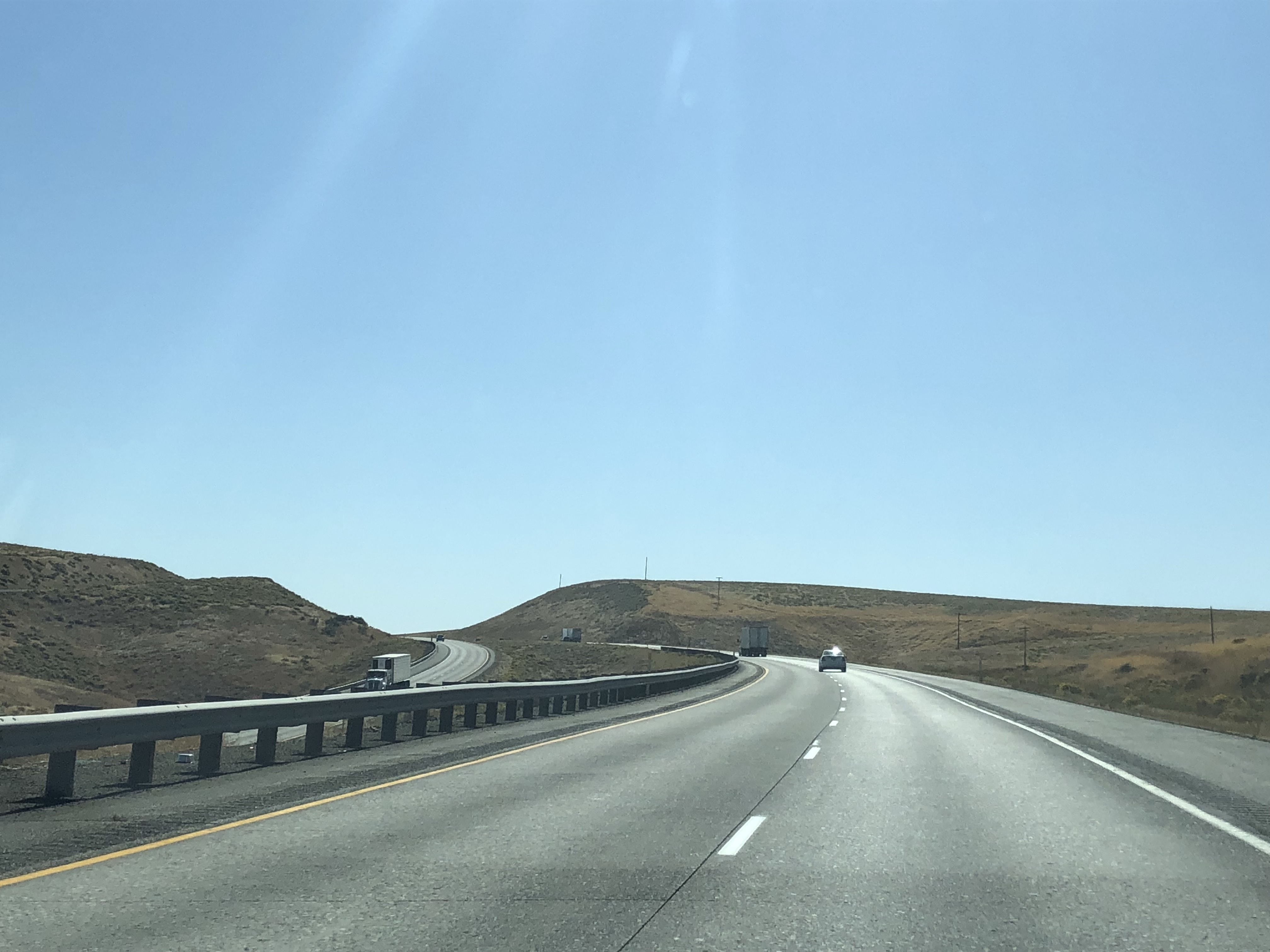
Blick nach Osten auf der Interstate 82, wo diese den Hauptgrat der Horse Heaven Hills erreicht

Die Horse Heaven Hills verlaufen von den Simcoe Mountains ostwärts bis zur Wallula Gap. Die Hügelkette wird im Westen vom Satus Creek nahe Bickleton, im Osten und Süden vom Columbia River und im Norden von einer grob dem Yakima River folgenden antiklinalen Kette begrenzt. Die Simcoe Mountains verlaufen westwärts von den Horse Heaven Hills bis zur Kaskadenkette.
Die Nordhänge der Hügel sind besonders steil, wogegen der Südabhang relativ sanft anfällt. Sie bilden das Südende des Yakima River Valley. Den höchsten Punkt bildet die Bickleton Ridge, welche nahe der Kleinstadt Bickleton im Südwesten der Kette 4.327 ft (1.319 m) Höhe erreicht.
Das Gebiet ist spärlich besiedelt, es gibt nur eine Handvoll gemeindefreier Gebiete wie Bickleton und Horse Heaven. In Nachbarschaft zur Nordseite der Hügel gibt es viel größere Gemeinden wie die Tri-Cities und Prosser.
Zahlreiche Landstraßen durchqueren die Hügelkette. Sie wird außerdem von der Interstate 82 (hier gleichzeitig die U.S. Route 395) gekreuzt, welche Kennewick mit Plymouth verbindet, außerdem von der Washington State Route 221, die Prosser mit dem Ort Paterson verbindet. Die Washington State Route 397 verläuft durch die Ausläufer der Kette und verbindet die I-82 mit Finley, wobei sie den Jump Off Joe auf der Nordseite passiert. Vor dem Bau der I-82 durchquerte die Washington State Route 14 die Horse Heaven Hills, doch diese Verbindung nach Plymouth wurde mit dem Bau der Interstate entlang derselben Route gekappt.
Einige temporäre Bäche entspringen in den Horse Heaven Hills, darunter der Amon Creek. Die Nordhänge der Hügelkette entwässern zum Yakima River, einem Zufluss des Columbia. Der Rest der Hügel wird direkt zum Columbia River selbst entwässert.

### Klima

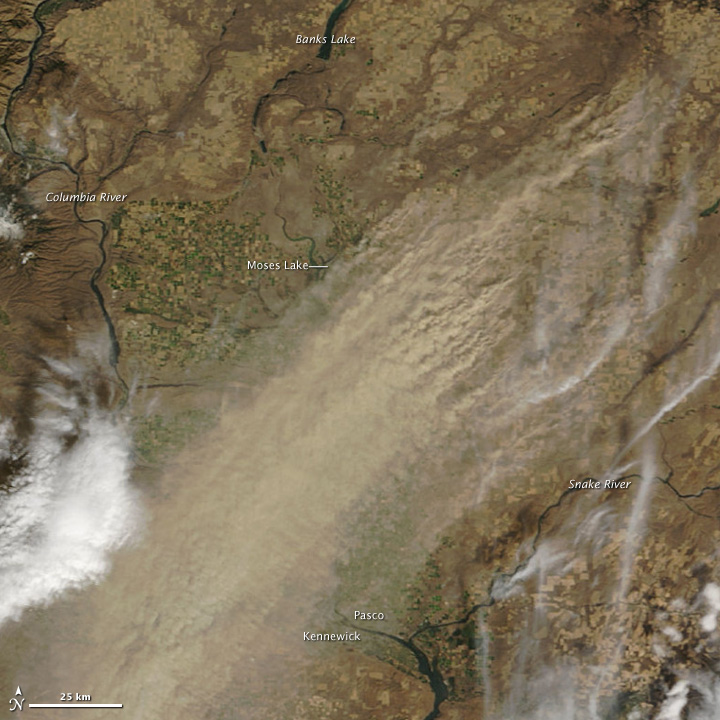
Ein Staubsturm über den Horse Heaven Hills und dem Columbia Basin.

Die Horse Heaven Hills liegen in einer der heißesten Regionen von Washington mit demselben semiariden Klima wie die Tri-Cities und Hermiston. Über die gesamte Hügelkette hinweg kann das Klima gemäß der Klimaklassifikation nach Köppen und Geiger im Westen als sommerwarm mediterran und im Osten als kalt semiarid beschrieben werden, mit nur kleinen Bereichen, die eher als sommer-heiß mediterran zu klassifizieren sind.
Die Niederschlagsmengen sind gering und reichen von 9 in (229 mm) in den tieferen Lagen der Kette bis fast 20 in (508 mm) pro Jahr in den höheren Lagen im Westen. Dies liegt an der Lage der Hügel östlich der Kaskaden. Die Kaskadenkette verursacht einen Regenschatten, der nahezu das gesamte Ost-Washington und -Oregon zu einem semiariden Gebiet werden lässt, welches viel trockener ist als die Gebiete westlich des Kaskaden-Hauptgrates. Der meiste Niederschlag fällt im Winter, während die Trockenzeit im Sommer stattfindet.
Das Gebiet gehört zu den trockensten Weizenanbaugebieten der Welt. Starke Winde verursachen heftige Bodenerosion auf den landwirtschaftlichen Flächen; die Staubverwehungen verletzten die Bundes-Standards der Luftqualität bis zu zwanzigmal innerhalb einer Zehn-Jahres-Periode. Diese Ereignisse können die Sichtweite bis nahe Null senken und die Schließung der Highways in den Hügeln erzwingen. Im Winter fällt in den Horse Heaven Hills mehr Schnee als in den umliegenden Tälern. Die Schneeschmelze kann zu weiteren starken Erosionsereignissen führen.
Die Horse Heaven Hills sind eine Quelle der Luftverschmutzung für die Tri-Cities. An heißen, ruhigen Tagen im Sommer fließt, so vermutet man, Luft von Norden durch die Tri-Cities und lagert sich am Fuß der Hügel ab. Dies ist möglicherweise die Quelle erhöhter Ozon-Werte im Gebiet, die mit denen von Seattle vergleichbar und nahe den Bundes-Grenzwerten sind. Hohe Ozonwerte werden auch in Hermiston gemessen, obwohl diese nicht das Level derer aus den Tri-Cities erreichen.

## Geschichte
Die Horse Heaven Hills und die umliegenden Gebiete waren lange vor der europäischen Kolonisierung bewohnt, wobei die Bevölkerungsdichte in den Hügeln selbst im Vergleich zu den umliegenden Tälern ziemlich niedrig blieb. Die Hügelkette diente als wichtige Grenze zwischen den verschiedenen indigenen Völkern.
Den ersten Kontakt mit Europäern hatten diese Völker in der Zeit der Lewis-und-Clark-Expedition. In den der Expedition folgenden zwei Jahrhunderten wandelte sich die menschliche Nutzung der Horse Heaven Hills von überwiegend Jagd- und Weidegründen zur modernen Landwirtschaft, die heute die Region prägt, und zu den größeren Siedlungen an der Peripherie.

### Vorgeschichte und Erkundung

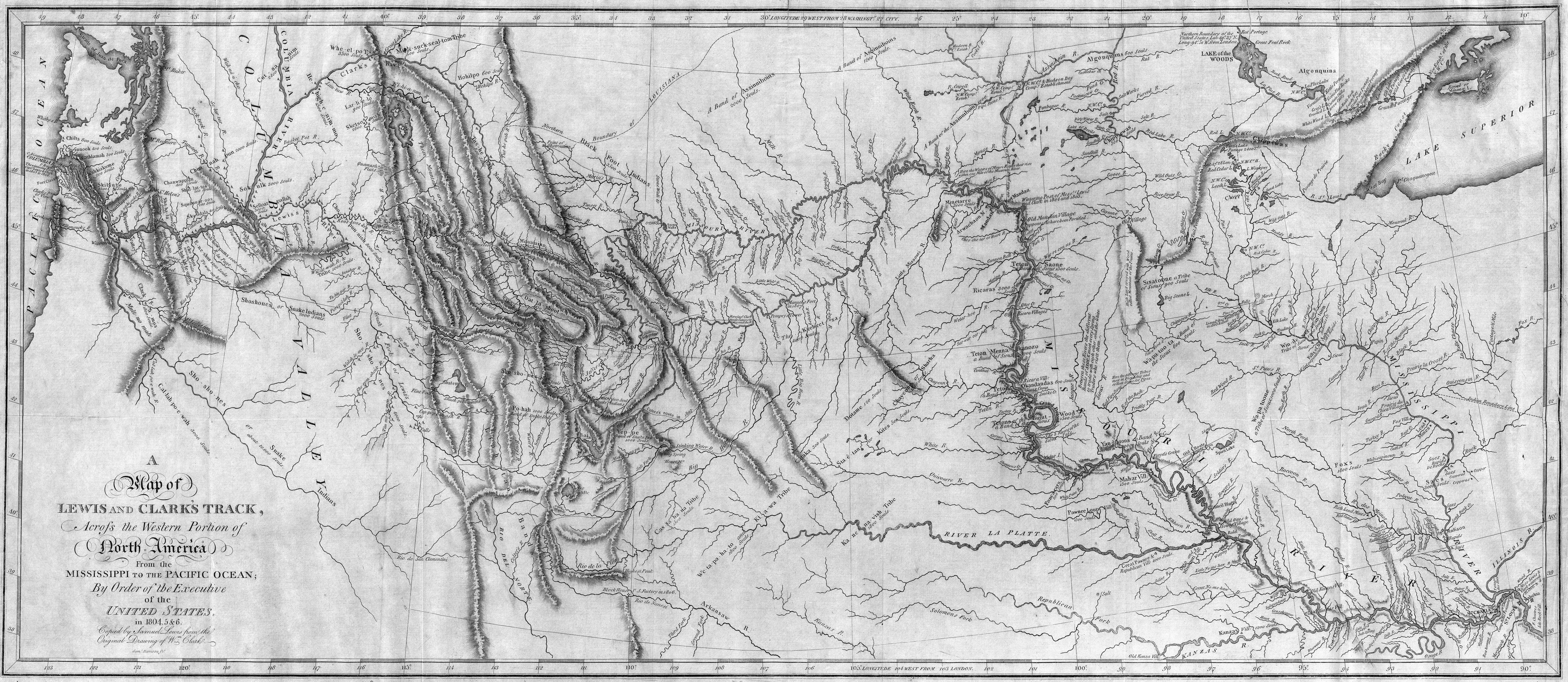
Eine Karte der Lewis-und-Clark-Expedition zeigt die Horse Heaven Hills nahe dem Zusammenfluss von Columbia und Snake River.

Bevor Europäer die Horse Heaven Hills besiedelten und in landwirtschaftliche Nutzung nahmen, war das Gebiet jahrhundertelang durch indigene Völker besetzt. Die Hügel lagen im Territorium der Umatilla und bildeten die südliche Grenze des Territoriums der Yakama. Das Volk der Walla Walla besetzte den äußersten Nordosten in der Gegend von Finley und des Jump Off Joe. Alle diese Stämme sprachen Sahaptian-Sprachen und bildeten Gemeinschaften von Jägern und Sammlern. Durch das Walla Walla Council wurden diese Völker 1855 aus ihren angestammten Territorien vertrieben. Die Völker der Walla Walla und der Umatilla leben heute in der Umatilla Indian Reservation nahe Pendleton (Oregon), während die Yakama heute in der Yakima Indian Reservation südlich von Yakima (Washington) leben.
Die Lewis-und-Clark-Expedition folgte im Herbst 1805 dem Snake River flussabwärts bis zum Ort des heutigen Sacajawea State Park nahe Pasco. Die Horse Heaven Hills wurden in ihrem Tagebucheintrag vom 16. Oktober 1805 als „eine Kette hoher Ländereien, von SW nach NO verlaufend und auf der gegenüberliegenden Seite, zwei Meilen vom Columbia entfernt“ vermerkt. In den darauf folgenden Tagen setzte die Expedition ihren Weg den Columbia abwärts fort und umrundete die Horse Heaven Hills unter Durchquerung der Wallula Gap.

### Kolonisation

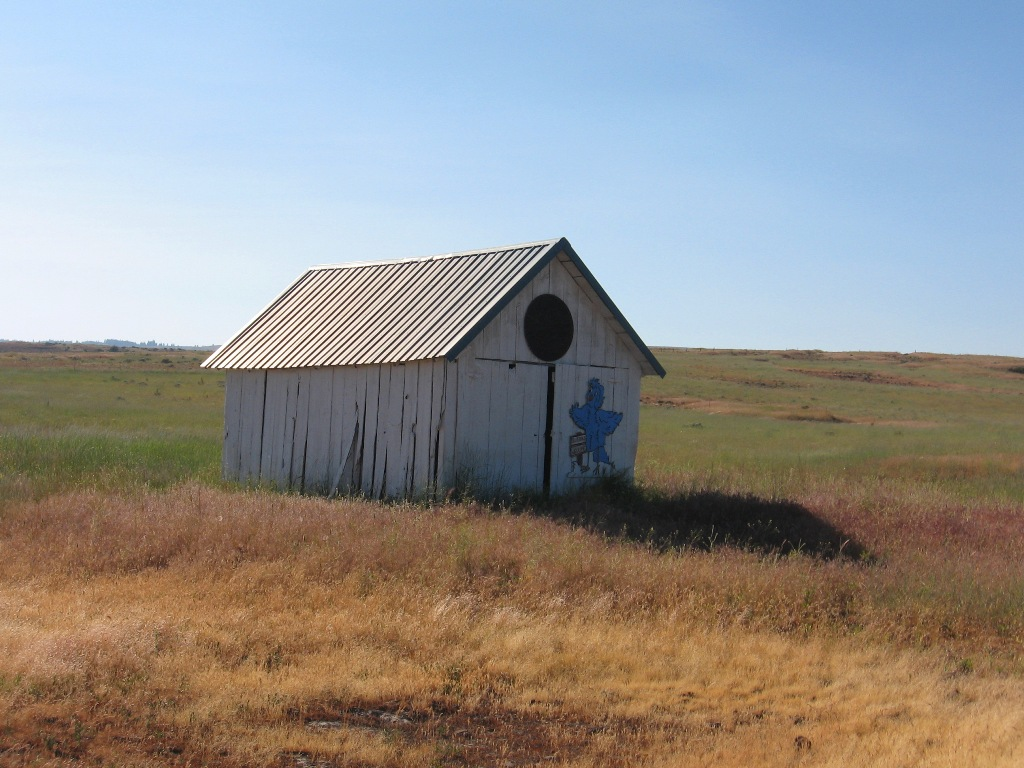
Eine Hütte nahe Bickleton

Die ersten Planwagenzüge erreichten 1853 das nahegelegene Yakima Valley. Die lokal ansässigen Ureinwohner nahmen die Siedler freundlich auf, doch konnten die beiden Siedlergruppen ihre Ziele nicht erreichen, weil die Gesamtheit von Ost-Washington (einschließlich der Horse Heaven Hills) für sie gesperrt war. Der Bann wurde nach einer Serie von Aufständen und Schlachten aufgehoben. Die frühen Parzellen für die Ansiedlung in den Hügeln umfassten 160 Acres (65 ha); bis 1910 waren alle Parzellen beansprucht.
James Gordon Kinney, einem der frühen Pioniere, wird die Namensgebung der Horse Heaven Hills von 1881 zugesprochen. Er kam erstmals 1857 in die Region. Beeindruckt von dem kniehohen Gras, das große Herden von Wildpferden ernährte, welche die Hügel besiedelten, bemerkte er: „Das Gebiet bietet ausgezeichnetes Futter und eine vergleichsweise isolierte Lage … Das ist sicher ein Pferdehimmel!“
Die Farmer begannen, in den Hügeln oberhalb von Prosser Weizen im Trockenanbau zu pflanzen, nachdem dort 1887 eine Mühle gebaut war. Ein paar Kleinstädte wurden Ende des 19. / Anfang des 20. Jahrhunderts gegründet, darunter Bickleton und Horse Heaven. Bickleton wurde zunächst als Handelsposten gegründet, und der Rest der Stadt entwickelte sich im Umfeld. Horse Heaven hatte nur etwa 30 Jahre lang ein Postamt, wogegen das von Bickleton bis heute in Betrieb ist.

## Geologie
Vor vielen Millionen Jahren ergoss sich Lava aus einem Spaltensystem in Oregon und Idaho und schuf die heute als Columbia River Basalt Group bekannten Gesteinsschichten. Es gab mehr als 300 einzelne Ergüsse mit einem mittleren Volumen von 500 … 600 Kubikkilometern. Diese Serie von Eruptionen war von dem in der nahegelegenen Kaskadenkette auftretenden Vulkanismus unabhängig. Die Flussbasalte erreichten schließlich eine Mächtigkeit von etwa 1,8 Kilometern. Das Gewicht der frisch an die Oberfläche gebrachten Basalte verursachte ein Abtauchen der darunter liegenden Erdkruste. Die nord-südwärts ausgerichtete Kompression der Basalte schuf die Horse Heaven Hills, indem vor etwa 15 Millionen Jahren eine langsame Hebung verursacht wurde. Die Kompression hat eine Rate von etwa einem Millimeter pro Jahr.

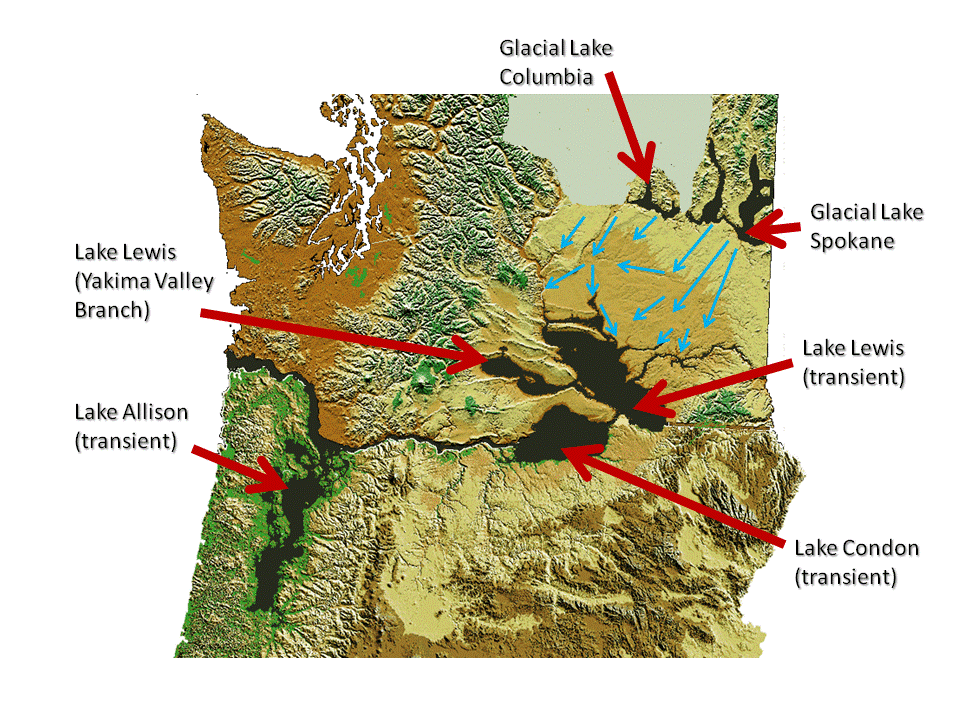
Lage des prähistorischen Lake Lewis.

Gegen Ende der letzten Eiszeit staute eine Zunge des Kordilleren-Eisschildes den Clark Fork River nahe Missoula (Montana) und bildete einen großen See, den Lake Missoula. Zwischen 15.000 und 13.000 Jahren vor heute brach der Damm unter dem Druck des Seewassers und entließ etwa aller 55 Jahre alles Wasser in Richtung auf den Pazifik. Der Abfluss dieser Missoula-Fluten betrug etwa 10 km³ pro Stunde, was etwa dem dreizehnfachen des Amazonas entspricht.
Die Horse Heaven Hills dienten als Damm für dieses Wasser, das sich im Columbia Basin staute und den Lake Lewis bildete. Die Oberfläche des Lake Lewis erreichte eine maximale Höhe von 1.200 ft (366 m) über dem heutigen Meeresspiegel, bevor alles Wasser über die Wallula Gap abfloss, welche den Abfluss auf ein Fünftel der Gesamtmenge pro Tag beschränkte. Der See erstreckte sich bis Yakima und Moses Lake. Die Flut lagerte Findlinge an den tiefgelegenen Hängen der Hügel ab. Diese Findlinge bestehen aus Granit, welcher durch den Eisschild aus Alberta herantransportiert und bei ihrem Schmelzen aus den Eisblöcken frei wurde, in denen sie enthalten waren. Nach Passage der Wallula Gap wurde das Wasser am Eingang der Columbia River Gorge erneut gestaut und bildete den Lake Condon an der Südseite der Horse Heaven Hills.
Die in den Horse Heaven Hills gefundenen Böden wurden durch die Missoula-Fluten beeinflusst, enthalten aber ebenso angewehten Löss und Aschen von den Eruptionen der Kaskaden-Vulkane im Westen. Die Böden sind nährstoffarm und durchlässig. Es gibt kleine, tiefe Canyons in den Hängen der Hügelkette.

## Nutzung
Obwohl nur spärlich besiedelt, wurden die Horse Heaven Hills im Bundesstaat Washington zu einer bedeutenden Region für Landwirtschaft und Energiegewinnung. Bewässerung hat einige der ursprünglich semiariden Gebiete zu einer Region verwandelt, in der eine Vielzahl landwirtschaftlicher Kulturen gedeihen. Die größten bewässerten Flächen befinden sich auf der Südseite der Horse Heaven Hills.
Tausende Acres in den Horse Heaven Hills gehören Regierungsbehörden. Das meiste Land wird durch das Washington State Department of Natural Resources kontrolliert. Das Bureau of Land Management hat bedeutenden Flächenbesitz südlich von Benton City, und verschiedene kommunale Eigentümer besitzen kleinere über die Hügel verteilte Flächen.

### Landwirtschaft

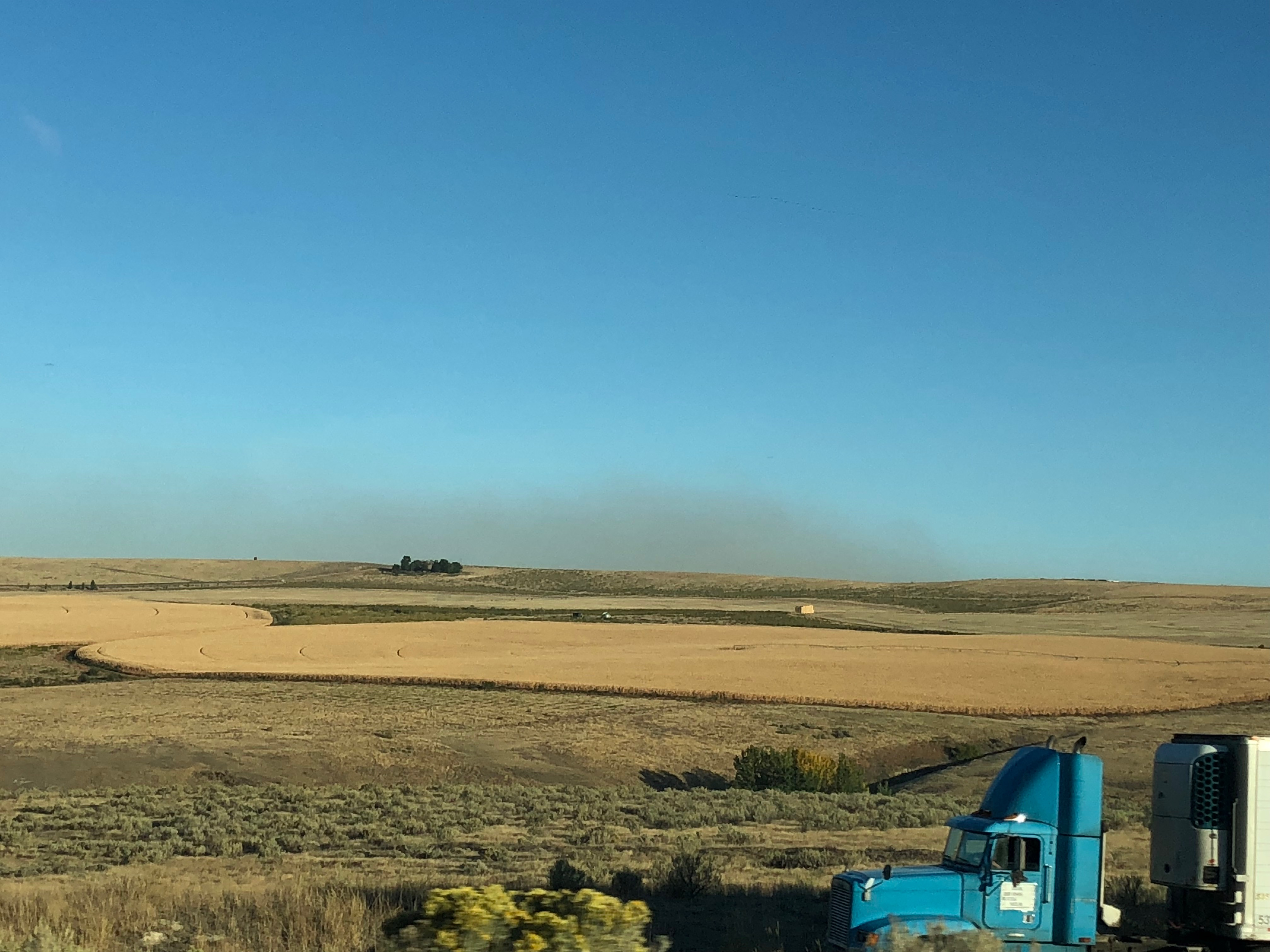
Farmland in den Horse Heaven Hills

Die Bewässerung aus dem Yakima und dem Columbia River hat in der jüngeren Vergangenheit Teile der Horse Heaven Hills zu einer bedeutenden landwirtschaftlichen Region gemacht. Wo es keine Bewässerung gibt, wird Weizen im Trockenfeldbau gezogen. Das Bewässerungsnetzwerk wird immer weiter ausgebaut. Ein Beispiel dafür ist das Projekt, das seit 2016 die Bewässerung von weiteren 4.000 Acres (1.619 ha) erlaubt. Projekte wie dieses treffen auf den Widerstand von Farmern, die das Land, auf dem sie wirtschaften, pachten, weil sie von Farmern verdrängt werden, die andere Kulturen anbauen.
Wo Wasser zur Bewässerung verfügbar ist, kann eine große Vielfalt an Kulturen angebaut werden, darunter Kartoffeln, Zwiebeln und Mohrrüben. Es bietet auch Möglichkeiten für Obst- und Weinbau.
Es gibt zahlreiche Weingüter in den Hügeln, von denen einige ein paar der beliebtesten Marken in Washington produzieren. Die Horse Heaven Hills AVA, ein US-amerikanisches Weinbaugebiet, wurde 2005 zur Förderung des Weinbaus in der Region gegründet. Chateau Ste. Michelle ist das größte einzelne Weingut in Washington in der Kleinstadt Paterson.

### Energiegewinnung
Ein Großteil der Hügelkette hat fabelhafte Windbedingungen für die Energieerzeugung. Aus diesem Grund bieten die Horse Heaven Hills Raum für mehrere Windparks, die Elektroenergie für die Eregion erzeugen. Das Nine Mile Canyon Project südlich von Kennewick und Finley besetzt eine Fläche von 75 Acres (30 ha) und kann bis zu 95,9 Megawatt erzeugen. Das Projekt wurde in drei Phasen zwischen 2002 und 2007 realisiert. Es ist in das Versorgungssystem der Bonneville Power Administration eingebunden.
Das Juniper Canyon Wind Project nahe Bickleton wurde 2010 mit der ersten von zwei Phasen begonnen. Im ersten Ausbau sollen bis zu 150 Megawatt erzeugt werden können, in der zweiten Phase werden noch einmal Kapazitäten für bis zu 100 Megawatt aufgebaut. Es ist gleichfalls in das Bonneville Power Administration System eingebunden, und zwar über eine neu gebaute 20,4 mi (32,8 km) lange Übertragungsleitung.

## Natur

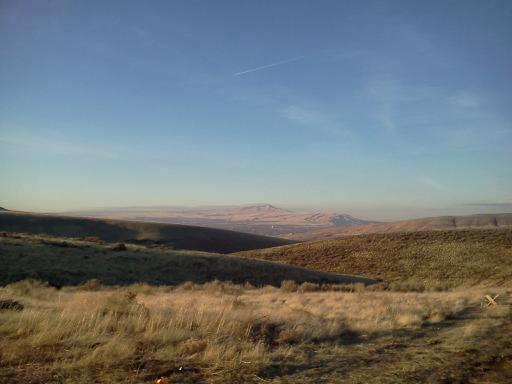
Indigene Gräser in den Horse Heaven Hills südlich von Benton City

Die Vegetation der Horse Heaven Hills wird von Gräsern, Sträuchern und kleinen Blütenpflanzen dominiert. Wüsten-Beifuß ist in der Region heimisch und weit verbreitet. Einige der Blumen des Gebiets sind unterschiedlich stark gefährdet, darunter Erigeron compactus, eine Berufkraut-Art, die als gefährdet gilt. Aufgrund der Verdrängung vieler früher hier beheimateter Weidegänger haben einige invasive Pflanzen eine Heimat in den Horse Heaven Hills gefunden.
Nach Einführung der Pferde wurden diese von den Ureinwohnern zur Jagd genutzt und die heimischen Wildbestände, darunter die von Bisons, Gabelböcken und Wapitis erschöpft. Ungeachtet ihrer Bezeichnung als Pferdehimmel (englisch horse heaven) können Wildpferde nur in einigen Teilen der Horse Heaven Hills beim Grasen beobachtet werden, insbesondere im Westen der Kette nahe dem Satus Pass. Sie waren nur kurze Zeit die Haupt-Weidegänger in den Hügeln und wurden in großem Maßstab durch Fang und die landwirtschaftliche Nutzung aus ihnen vertrieben. Auch Hirsche können nur noch in geringer Zahl in den Horse Heaven Hills beobachtet werden. Die Yakama haben kürzlich Gabelböcke nahe dem Satus Pass angesiedelt.
Eine kleine paläontologische Untersuchung im Benton County identifizierte zahlreiche fossile Skelette, so von prähistorischen Mammuten, Bisons, urtümlichen Pferden und anderen Säugetieren, die einst die Hügel bevölkerten. Der Großteil der Skelettfunde wurde in den Canyons unter feinem Lehm und Sand gemacht. Sie sind meist etwa 7.000 … 12.000 Jahre alt; einige sind deutlich älter. In den höheren Lagen, in denen die Funde gemacht wurden, finden sich die heute ausgestorbenen Arten, welche die Missoula-Fluten zum Ende der letzten Eiszeit überlebt hatten. Eine Wissenschaftsstiftung wurde zur Unterstützung der Forschung an der Fundstätte eines südlich von Kennewick freigelegten Mammuts gegründet.